# Convención Bautista de Cuba Oriental
La Convención Bautista de Cuba Oriental es una asociación cristiana evangélica de iglesias bautistas que tiene su sede en Santiago de Cuba, Cuba. Ella está afiliada a la Unión Bautista Latinoamericana y a la Alianza Bautista Mundial.

## Historia

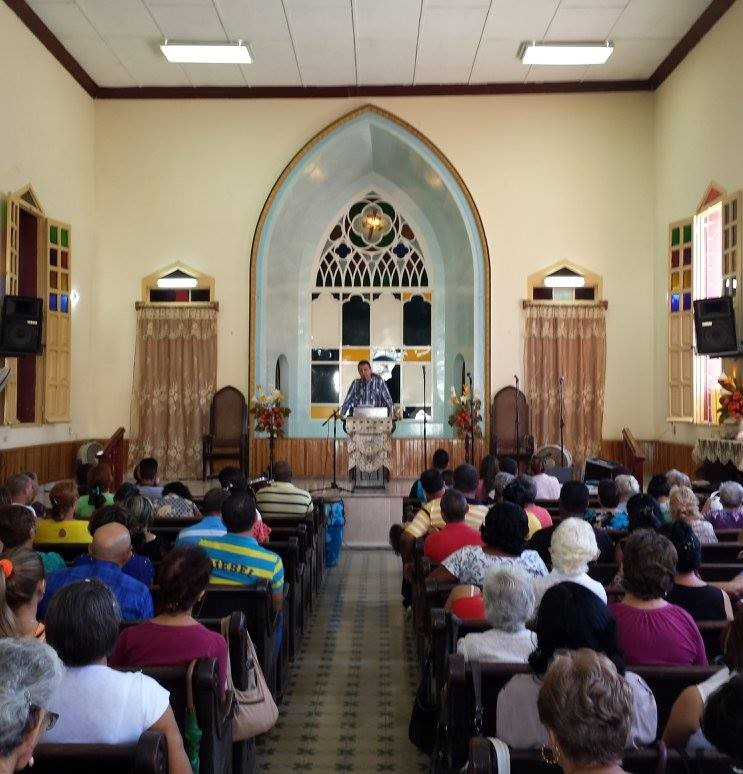
Servicio en la Primera Iglesia Bautista Eben-Ezer de Manzanillo (Cuba).

La Convención tiene sus orígenes una misión americana de los Ministerios Internacionales en Santiago de Cuba en 1899.  Se funda en 1905. Según un censo de la asociación de iglesias, en 2023 dijo que tenía 672 iglesias y 43,506 miembros.